# Parahyparrhenia laegaardii
Parahyparrhenia laegaardii là một loài thực vật có hoa trong họ Hòa thảo. Loài này được Veldkamp mô tả khoa học đầu tiên năm 2003.